# Carimbo

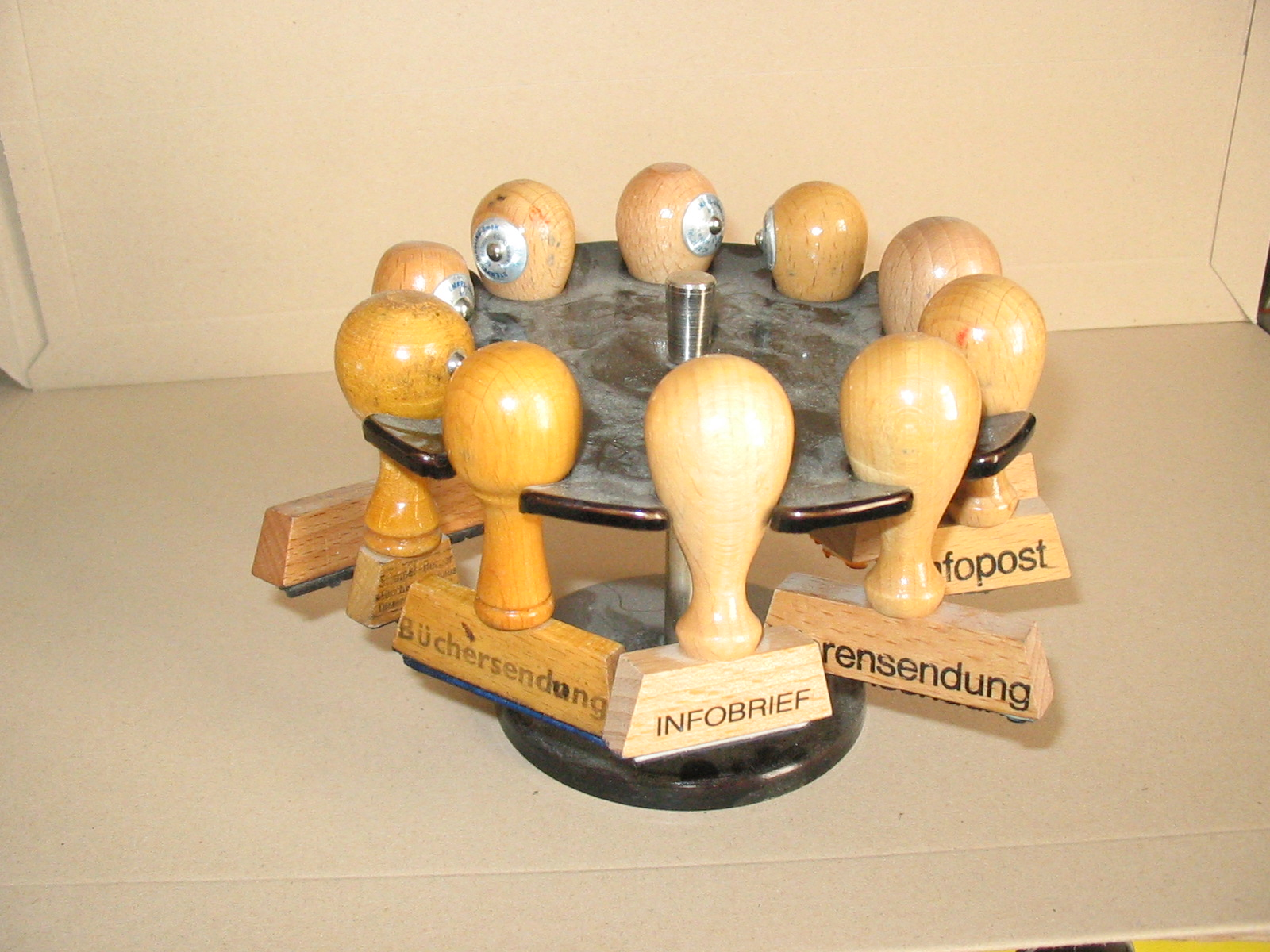
Carimbos

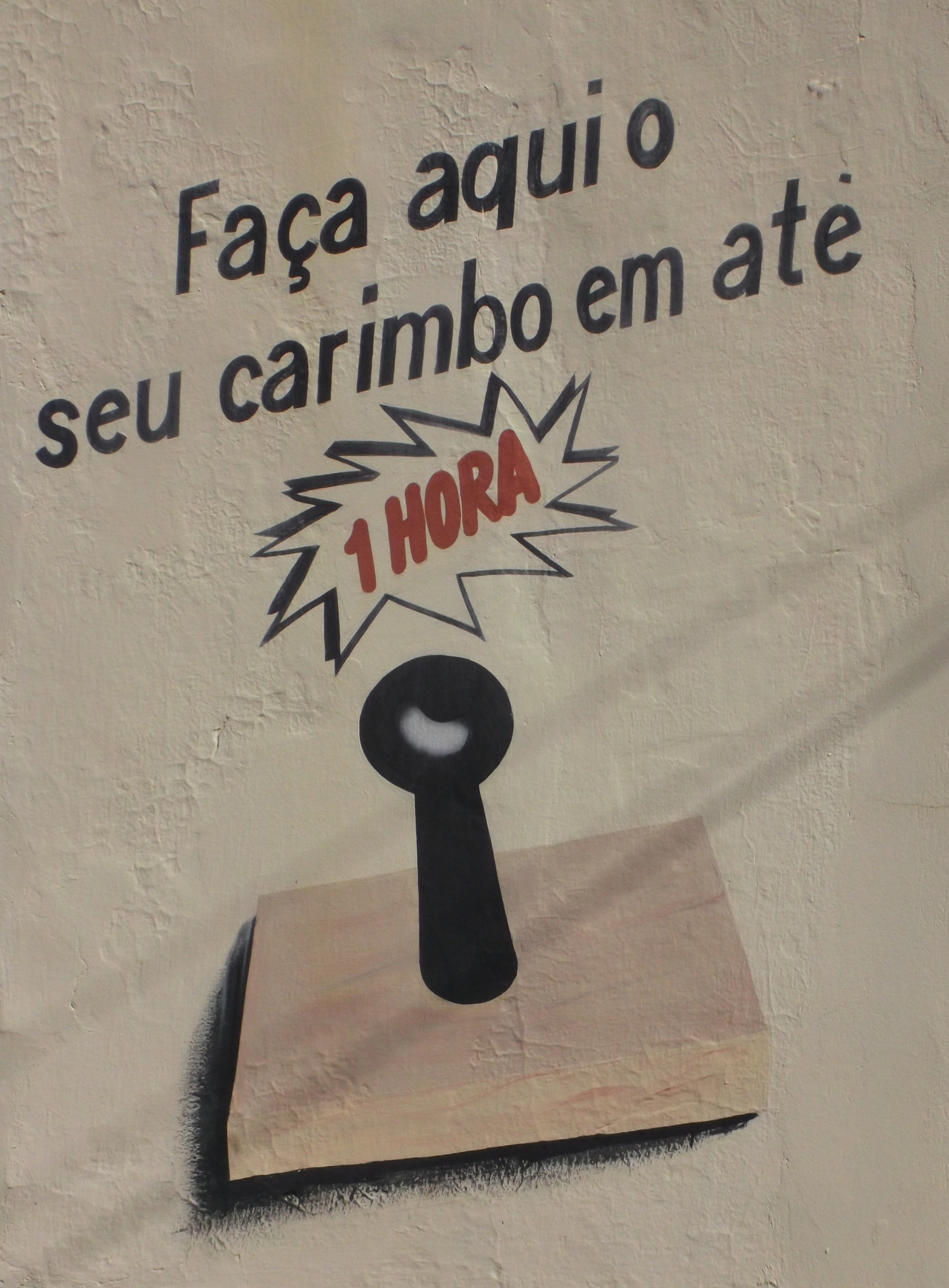
Aviso de fabricação de carimbo

Carimbo (do quimbundo "kirimbu", significando marca) é o instrumento com o qual se marcam papéis a tinta.

## Histórico
Etimologicamente, a palavra deriva das cicatrizes e escarificações utilizadas por diversas culturas africanas como sinais de pertença a uma dada etnia ou um dado grupo clânico. No período do tráfico negreiro, os escravos africanos, antes de serem embarcados para as Américas, deviam receber a marca a ferro de que tinham sido pagos os impostos e taxas devidos à coroa. Essas marcas feitas com ferro em brasa também passaram a ser designadas como "kirimbu". O vocábulo foi incorporado à língua portuguesa e seu uso passou a denominar também o acessório utilizado para marcar escravos e, desse tipo de instrumento, passou para outros utilizados para criar marcas personalizadas em papéis e pergaminhos.
Os carimbos eram anteriormente conhecidos como selos ou sinetes e eram originalmente usados para produzir marcas pessoais empregados para lacrar ou assinalar correspondências e documentos. Da mesma forma, as palavras selo e sinete também se referiam às marcas deixadas pela compressão do instrumento no lacre ou na cera aquecidos.
Com o desenvolvimento da imprensa e produção de tipos móveis, o carimbo foi se popularizando, de forma a permitir sua ampla produção. Modernos carimbos trazem já a almofada com tinta em seu bojo (auto-tintados, em Portugal) e, também, em forma de caneta, permitindo maior segurança e limpeza, junto com a portabilidade.

## Tipos

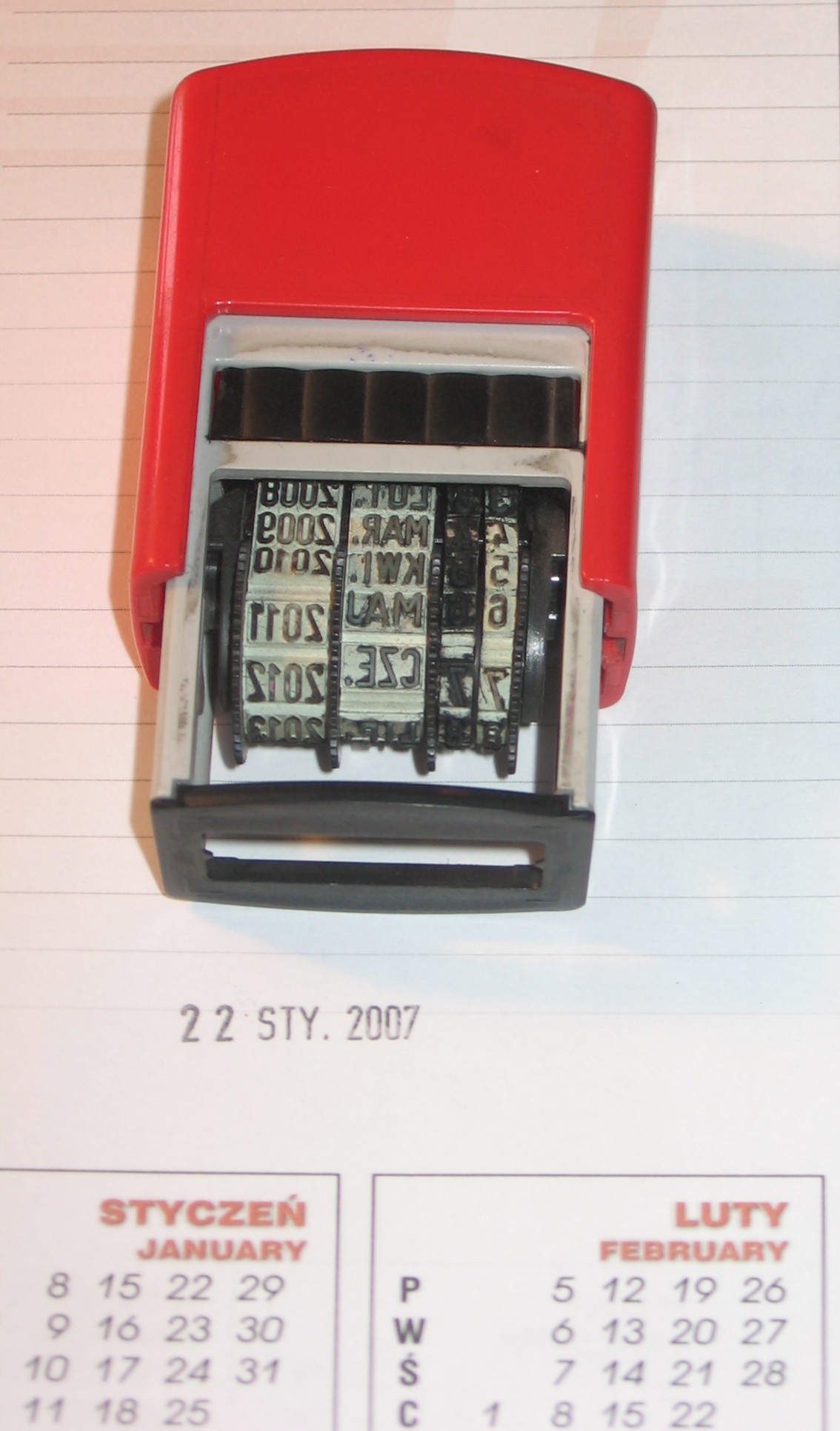
Carimbo datador

- Carimbo datador — espécie de carimbo com tipos móveis, que permite alterar-se a data a ser marcada no papel, em processo manual.
- Carimbo numerador — tipo de carimbo onde é possível, através de tipos móveis, efetuar a numeração sequencial, onde após cada marcação os tipos são automaticamente modificados para o número seguinte, permitindo-se, assim, a continuidade do trabalho até seu final.

## Acessórios
- Porta-carimbos — espécie de cabide, em diversos modelos, onde os carimbos são colocados de forma a ficar pendurados;
- Almofada de carimbo — local onde fica a tinta em que o carimbo é molhado, antes do uso.

## Cuidados
- Limpeza — Com o tempo, restos da tinta tendem a se aglomerar entre os tipos, secando e endurecendo, devendo sua limpeza ser feita com uso de álcool;
- A almofada deve ser recarregada periodicamente. A tinta usada pode ser à base de álcool ou óleo.

## Usos
Os carimbos são importantes acessórios em escritórios, particulares ou governamentais, nos cartórios e outras repartições públicas onde documentos são marcados frequentemente. Nos correios, servem, desde o início do selo postal, para inutilizar a estampa, assinalando, ainda, a data de postagem e local em que esta foi feita. Carimbos recreativos e de uso escolar existem, permitindo a repetição das tarefas pedagógicas.